# The Juba Post
The Juba Post (ook: The Juba Post Newspaper) is de enige onafhankelijke Engelstalige krant in Zuid-Soedan mede opgericht door de Nederlandse journalist Hildebrand Bijleveld. Thans heeft de krant zowel vestigingen in de stad Juba als in de stad Khartoem. 
De krant verscheen officieel voor het eerst op 23 mei 2005, maar daarvoor verscheen het als een illegaal weekblad. Het werd financieel ondersteund door internationale donoren, waaronder door de ICCO en de UNDP. De doelgroep van de krant is het Soedanese volk. De krant verschijnt nu twee keer per week en is financieel afhankelijk van advertenties en verkoop.